# Incidente del USS Stark
En mayo de 1987 la fragata USS Stark fue protagonista de un incidente en el golfo Pérsico, durante la Operación Earnest Will; consistente en el impacto de dos misiles Exocet disparados por un avión iraquí durante la guerra Irak-Irán. En total murieron 37 tripulantes.

## El incidente
En 1987 la fragata USS Stark, perteneciente a la clase Oliver Hazard Perry, fue asignada a la Operación Earnest Will, cuya misión fue la protección de los petroleros kuwaitíes durante la guerra Irak-Irán. El 17 de mayo un avión de caza Mirage F1 de la fuerza aérea de Irak disparó dos (2) misiles antibuque Exocet AM 39. Ambos misiles impactaron en la USS Stark provocando la inmediata muerte de 37 marinos estadounidenses. El piloto del Mirage creía haber atacado a un buque iraní.

## Galería de fotos

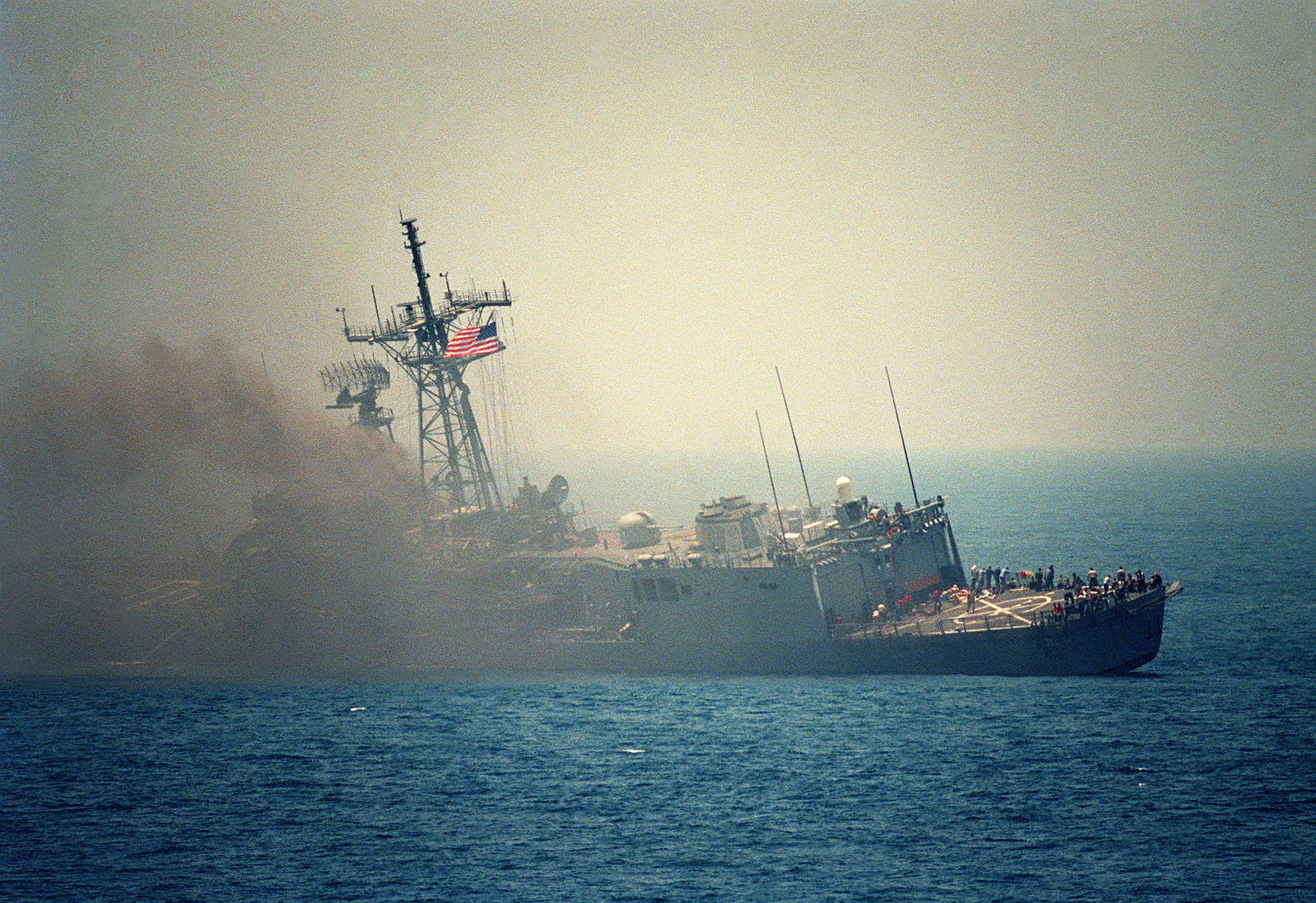
La fragata USS Stark tras el impacto de los misiles.
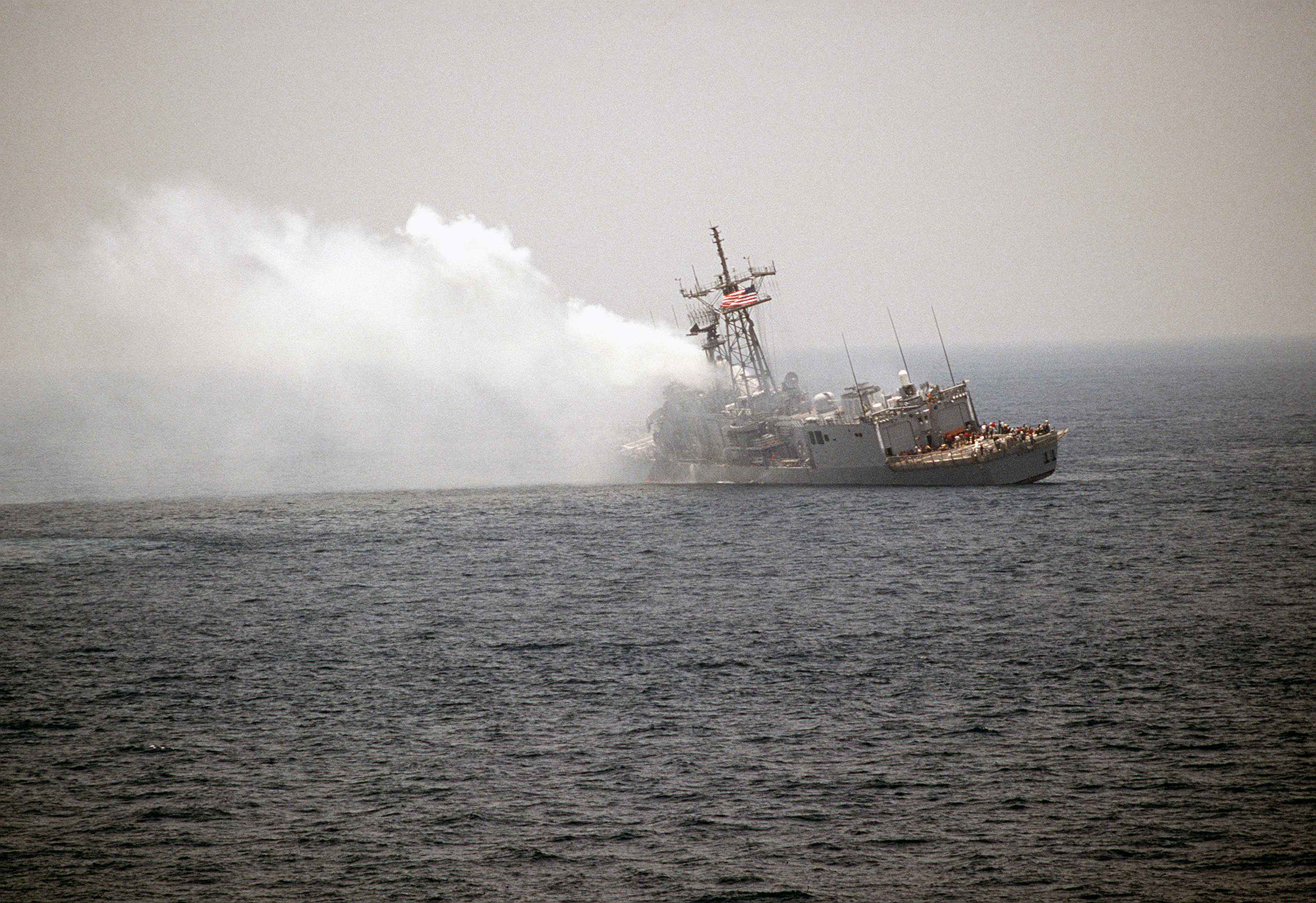
La fragata se escoró tras el ataque.
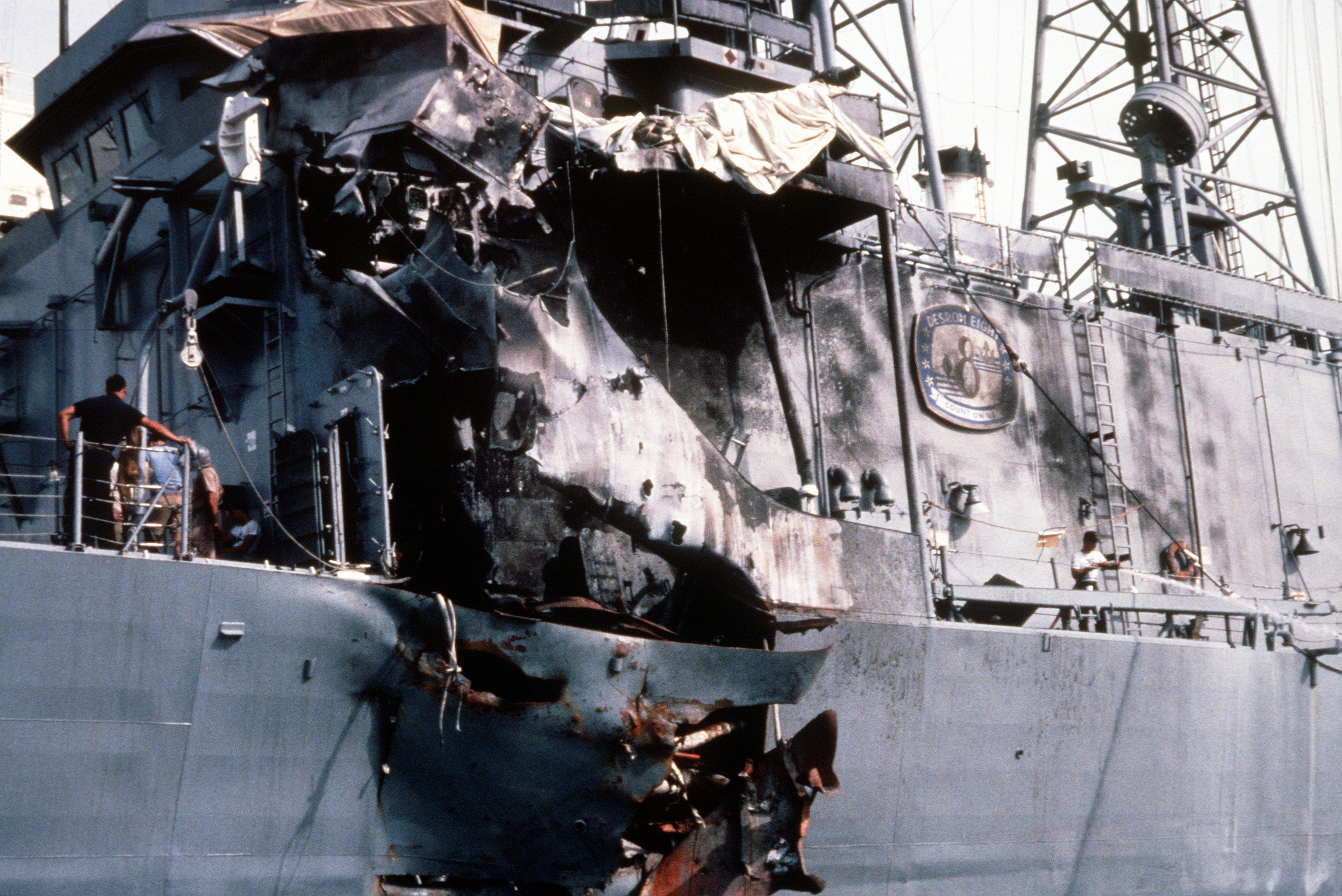
Daño causado por uno de los misiles Exocet del avión iraquí.